# Dirk Fetzer
Dirk Fetzer (* 1971 in Reutlingen) ist ein deutscher Philosoph und Autor.

## Leben
Dirk Fetzer wuchs am Rand der Schwäbischen Alb auf. Er studierte in Tübingen, Eugene (Oregon), Gießen und Münster Philosophie und Germanistik und wurde bei Manfred Frank in Tübingen zum Dr. phil. promoviert. Er war Stipendiat der Deutschen Forschungsgemeinschaft (DFG) und der Stiftung für Romantikforschung. Seit 2002 arbeitet er an der Darstellung seiner systematischen philosophischen Position, der Dimensionsphilosophie, mit deren Veröffentlichung er 2011 begann.
Er ist auch mit literarischen Veröffentlichungen hervorgetreten, insbesondere mit Aphorismen und Erzählungen.

## Philosophie
Dirk Fetzer verfolgt „das Unternehmen einer Neukonstitution der abendländischen Philosophie als ‚Dimensionsphilosophie‘.“ Er kritisiert die bislang geübten Methoden und Vorgehensweisen und fordert stattdessen eine „umfassendere Art des Philosophierens“: das „dimensionale Philosophieren in den Sachen selbst“, welches jeglichen Reduktionismus unterlaufe. Die sich damit ergebende mehrdimensionale, nicht-objektivistische Ontologie, die unter anderem eine Ontologie des Selbstbewusstseins und eine Sozialontologie enthält, soll die „Grundlage einer umfassenden Weltdeutung“ bereitstellen.
Zur Dimensionsphilosophie liegen bislang vier Bände vor; weitere Veröffentlichungen sind angekündigt.

## Werke (Philosophie)
- Philosophieren geht anders. Anleitung zum dimensionalen Philosophieren. Würzburg: Königshausen & Neumann, 2019.
- Mächtige sind Wir. Propyläen zur Philosophie der oberen Dimensionen. Würzburg: Königshausen & Neumann, 2018.
- Die Seele als Geschichte des Fühlens. Würzburg: Königshausen & Neumann, 2012.
- Dimensionen des Seins. Grundzüge der Dimensionsphilosophie. Würzburg: Königshausen & Neumann, 2011.
- Jacobis Philosophie des Unbedingten. Paderborn, München: Schöningh, 2007 (online, Bayerische Staatsbibliothek).[10]
- Identische Trivialität oder Antinomie der Antinomie? Strukturelle Überlegungen zur Frage der Darstellbarkeit des Unbedingten in Frühromantik und Frühidealismus. In: Claudia Albes, Christiane Frey (Hrsg.): Darstellbarkeit. Zu einem ästhetisch-philosophischen Problem um 1800. Würzburg: Königshausen & Neumann, 2003 (Stiftung für Romantikforschung Bd. XXIII), S. 53–70.

## Werke (Literatur)
- Am alten Platz. Schwäbische Kindheit um Neunzehnhundertachtzig. Heidelberg, Ubstadt-Weiher, Speyer: Verlag Regionalkultur, 2025.
- Das Kraniotom. Aphorismen und Reflexionen. Würzburg: Königshausen & Neumann, 2020.
- Der Schwimmer über den Bodensee. Miniaturen und Hologramme. Bad Schussenried: Gerhard Hess Verlag, 2015.[11]
- Trepanationen. Aphorismen. Bochum: Brockmeyer, 2013.